# Jean-Claude Billong
Jean-Claude Billong (Parijs, 28 december 1993) is een Kameroens-Frans voetballer die doorgaans speelt als centrale verdediger. In januari 2025 verliet hij Lecco. Billong maakte in 2021 zijn debuut in het Kameroens voetbalelftal.

## Clubcarrière
Billong speelde in Parijs in de jeugd van US Créteil-Lusitanos en later FC Mantes, voor hij in 2014 bij het reserveteam van New York Red Bulls ging spelen. Binnen een jaar verliet hij die club weer en in juli 2015 trok Leixões de Fransman aan. Voor de Portugese club zou hij niet in competitieverband uitkomen en na een jaar trok Billong naar Slovenië, waar hij een eenjarig contract tekende bij Rudar Velenje. Hier kwam hij tot vierentwintig competitiewedstrijden, waarin hij tweemaal scoorde.
Na het aflopen van zijn verbintenis, tekende de centrumverdediger voor drie jaar bij NK Maribor, de regerend Sloveens landskampioen. Bij Maribor debuteerde hij in de Champions League, waar hij onder meer in de groepsfase speelde tegen Sevilla, Liverpool en Spartak Moskou. In januari 2018 werd Billong voor circa twee miljoen euro overgenomen door Benevento. Bij de Italiaanse club zette hij zijn handtekening onder een verbintenis voor de duur van drieënhalf jaar. Billong werd in januari 2019 voor een halfjaar verhuurd aan Foggia. Hierna werd de Fransman voor twee seizoenen verhuurd aan Salernitana. Na zijn terugkeer bij Benevento werd Hatayspor op tijdelijke basis zijn nieuwe club. Na deze derde verhuurperiode vertrok hij definitief bij Benevento, naar Clermont Foot. In september 2022 werd CFR Cluj zijn nieuwe club. Na een seizoen zonder competitieoptredens werd Billong door Muangthong United naar Thailand gehaald. Billong zat vanaf de zomer van 2024 een tijdje zonder club voor hij in oktober voor Lecco tekende.

## Clubstatistieken
| Seizoen | Club              | Competitie    | Competitie | Competitie | Beker | Beker | Internationaal | Internationaal | Totaal | Totaal |
| Seizoen | Club              | Competitie    | Wed.       | Dlp.       | Wed.  | Dlp.  | Wed.           | Dlp.           | Wed.   | Dlp.   |
| ------- | ----------------- | ------------- | ---------- | ---------- | ----- | ----- | -------------- | -------------- | ------ | ------ |
| 2016/17 | Rudar Velenje     | 1. SNL        | 24         | 2          | 2     | 0     | —              | —              | 26     | 2      |
| 2017/18 | NK Maribor        | 1. SNL        | 14         | 1          | 1     | 0     | 5              | 0              | 20     | 1      |
| 2017/18 | Benevento         | Serie A       | 5          | 0          | 0     | 0     | —              | —              | 5      | 0      |
| 2018/19 | Benevento         | Serie B       | 13         | 0          | 1     | 0     | —              | —              | 14     | 0      |
| 2018/19 | → Foggia          | Serie B       | 15         | 0          | 0     | 0     | —              | —              | 15     | 0      |
| 2019/20 | → Salernitana     | Serie B       | 11         | 0          | 2     | 0     | —              | —              | 13     | 0      |
| 2020/21 | → Hatayspor       | Süper Lig     | 26         | 0          | 0     | 0     | —              | —              | 26     | 0      |
| 2021/22 | Clermont Foot     | Ligue 1       | 15         | 0          | 0     | 0     | —              | —              | 15     | 0      |
| 2022/23 | Clermont Foot     | Ligue 1       | 1          | 0          | 0     | 0     | —              | —              | 1      | 0      |
| 2022/23 | CFR Cluj          | Liga 1        | 0          | 0          | 3     | 0     | 0              | 0              | 3      | 0      |
| 2023/24 | Muangthong United | Thai League 1 | 23         | 1          | 3     | 0     | —              | —              | 26     | 1      |
| 2024/25 | Lecco             | Serie C       | 6          | 0          | 0     | 0     | —              | —              | 6      | 0      |
| Totaal  | Totaal            | Totaal        | 153        | 4          | 12    | 0     | 5              | 0              | 170    | 4      |

Bijgewerkt op 4 januari 2025.

## Interlandcarrière
Billong maakte op 4 juni 2021 zijn debuut in het Kameroens voetbalelftal, toen een vriendschappelijke wedstrijd werd gespeeld tegen Nigeria. André-Frank Zambo Anguissa zorgde tijdens deze wedstrijd voor de enige treffer, waardoor Kameroen met 0–1 wist te winnen. Van bondscoach Toni Conceição mocht Billong in de basis beginnen en hij speelde het volledige duel. De andere debutanten dit duel waren Duplexe Tchamba (Strømsgodset IF), Yvan Neyou (Saint-Étienne) en James Lea Siliki (Stade Rennais).
| Interlands van Jean-Claude Billong voor Kameroen | Interlands van Jean-Claude Billong voor Kameroen | Interlands van Jean-Claude Billong voor Kameroen | Interlands van Jean-Claude Billong voor Kameroen | Interlands van Jean-Claude Billong voor Kameroen | Interlands van Jean-Claude Billong voor Kameroen | Interlands van Jean-Claude Billong voor Kameroen |
| №                                                | Datum                                            | Wedstrijd                                        | Uitslag                                          | Competitie                                       | Goals                                            |                                                  |
| Als speler bij Hatayspor                         | Als speler bij Hatayspor                         | Als speler bij Hatayspor                         | Als speler bij Hatayspor                         | Als speler bij Hatayspor                         | Als speler bij Hatayspor                         | Als speler bij Hatayspor                         |
| ------------------------------------------------ | ------------------------------------------------ | ------------------------------------------------ | ------------------------------------------------ | ------------------------------------------------ | ------------------------------------------------ | ------------------------------------------------ |
| 1                                                | 4 juni 2021                                      | Nigeria – Kameroen                               | 0 – 1                                            | Vriendschappelijk                                |                                                  |                                                  |
| 2                                                | 8 juni 2021                                      | Kameroen – Nigeria                               | 0 – 0                                            | Vriendschappelijk                                |                                                  |                                                  |
| Als speler bij Clermont Foot                     |                                                  |                                                  |                                                  |                                                  |                                                  |                                                  |
| 3                                                | 13 november 2021                                 | Malawi – Kameroen                                | 0 – 4                                            | WK 2022 kwalificatie                             |                                                  |                                                  |

Bijgewerkt op 4 januari 2025.